# Koyangwuti
Koyangwuti (Kookyangwso'wuuti, Kookyangw Wuuti, Kokyangwuti, Kohkang Wuhti, Kóhk'ang Wuhti, Kohkangwuhti; Spider Grandmother), Baka pauk je poseban dobročinitelj plemena Hopi. U mitovima o stvaranju Hopija, Baka Pauk stvorila je ljude od gline (uz pomoć Sotuknanga i/ili Tawe), a također je bila odgovorna za njihovo odvođenje u Četvrti svijet (sadašnja Zemlja).